# Charlotte Bunch
Charlotte Bunch, född 13 oktober 1944 i West Jefferson, North Carolina, är en amerikansk feminist.
Bunch anslöt sig i slutet av 1960-talet till kvinnorörelsen, grundade 1971 den lesbisk-feministiska tidningen The Furies och deltog 1974 i grundandet av den feministiska kvartalsskriften Quest. Hon har redigerat en rad feministiska antologier och skrivit för många tidningar. Hon blev betydelsefull som teoretiker; hon ägnade sig åt att utveckla en definition av och teori om feminismen, vilken skulle transcendera etablerade etiketter och enskilda frågor. Hon hävdade att vår framtid beror på spridningen och tydliggörande av feminismen, vilken hon definierade som transformationell politik... ett perspektiv på livet som kan förändra nästa århundrade... ett perspektiv som uppstår ur kvinnoförtrycket.  Under 1980-talet ägnade hon sig åt globala kvinnofrågor, i anslutning till hennes arbete som konsult påt Förenta nationerna sekretariat för världskonferensen för Förenta Nationernas kvinnoårtionde.